# U-617
O Unterseeboot 617 foi um submarino alemão da Kriegsmarine que serviu durante a Segunda Guerra Mundial. Esteve sob ataque aéreo britânico por Hudons (Sqdn 48 e 233) e por 2 Swordfish (FAA Sqdn 833 e 886) no dia 12 de Setembro de 1943 no Mediterrâneo próximo de Melilla Foi gravemente danificado pelo disparo do navio britânico HMS Hyacinth e pelo australiano HMAS Wollongong. Todos os 49 tripulantes sobreviveram.

## Comandante
| Comandante             | Data                                        |
| ---------------------- | ------------------------------------------- |
| Kptlt. Albrecht Brandi | 9 de Abril de 1942 - 12 de Setembro de 1943 |

## Carreira

### Subordinação
| 9 de Abril de 1942 - 31 de Agosto de 1942      | 5. Unterseebootsflottille  |
| 1 de Setembro de 1942 - 30 de Novembro de 1942 | 7. Unterseebootsflottille  |
| 1 de Dezembro de 1942 - 12 de Setembro de 1943 | 29. Unterseebootsflottille |

### Patrulhas
|       | Comandante             | Partida                | Partida     | Chegada                 | Chegada     | Dias     | Toneladas |
| ----- | ---------------------- | ---------------------- | ----------- | ----------------------- | ----------- | -------- | --------- |
| 1     | Oblt. Albrecht Brandi  | 29 de Agosto de 1942   | Kiel        | 7 de Outubro de 1942    | St. Nazaire | 40 dias  | 15,079    |
| 2     | Kptlt. Albrecht Brandi | 2 de Novembro de 1942  | St. Nazaire | 28 de Novembro de 1942  | La Spezia   | 27 dias  |           |
| 3     | Kptlt. Albrecht Brandi | 21 de Dezembro de 1942 | La Spezia   | 17 de Janeiro de 1943   | Salamis     | 28 dias  | 6,996     |
| 4     | Kptlt. Albrecht Brandi | 27 de Janeiro de 1943  | La Spezia   | 13 de Fevereiro de 1943 | Pola        | 18 dias  | 7,264     |
| 5     | Kptlt. Albrecht Brandi | 25 de Março de 1943    | Pola        | 17 de Abril de 1943     | Toulon      | 24 dias  |           |
| 6     | Kptlt. Albrecht Brandi | 31 de Maio de 1943     | Toulon      | 1 de Junho de 1943      | Toulon      | 2 dias   |           |
| 6     | Kptlt. Albrecht Brandi | 19 de Junho de 1943    | Toulon      | 20 de Julho de 1943     | Toulon      | 32 dias  |           |
| 7     | Kptlt. Albrecht Brandi | 28 de Agosto de 1943   | Toulon      | 12 de Setembro de 1943  | Afundado    | 16 dias  | 1,050     |
| Total | Total                  | Total                  | Total       | Total                   | Total       | 187 dias | 30 389 t  |

### Navios afundadoss
| Data        | Comandante      | Nome da Embarcação     | Toneladas | Nacionalidade |
| ----------- | --------------- | ---------------------- | --------- | ------------- |
| 7 Set 1942  | Albrecht Brandi | Tor II                 | 292       | fa            |
| 23 Set 1942 | Albrecht Brandi | Athelsultan            | 8,882     | britânico     |
| 23 Set 1942 | Albrecht Brandi | Tennessee              | 2,342     | britânico     |
| 24 Set 1942 | Albrecht Brandi | Roumanie               | 3,563     | belga         |
| 28 Dez 1942 | Albrecht Brandi | HMS St. Issey (W-25)   | 810       | br            |
| 15 Jan 1943 | Albrecht Brandi | Annitsa                | 4,324     | grego         |
| 15 Jan 1943 | Albrecht Brandi | Harboe Jensen          | 1,862     | norueguês     |
| 1 Fev 1943  | Albrecht Brandi | HMS Welshman (M-84)    | 2,650     | britânico     |
| 5 Fev 1943  | Albrecht Brandi | Corona                 | 3,264     | norueguês     |
| 5 Fev 1943  | Albrecht Brandi | Henrik                 | 1,350     | norueguês     |
| 6 Set 1943  | Albrecht Brandi | HMS Puckeridge (L-108) | 1,050     | britânico     |
| Total       | Total           | Total                  | 30 389    |               |

## Operações conjuntas de ataque
O U-617 participou das seguinte operações de ataque combinado durante a sua carreira:
- Rudeltaktik Pfeil (12 de setembro de 1942 - 22 de setembro de 1942)
- Rudeltaktik Blitz (22 de setembro de 1942 - 26 de setembro de 1942)
- Rudeltaktik Tiger (26 de setembro de 1942 - 30 de setembro de 1942)
- Rudeltaktik Delphin (4 de novembro de 1942 - 10 de novembro de 1942)
- Rudeltaktik Wal (10 de novembro de 1942 - 15 de novembro de 1942)